# Ève Curie
Ève Denise Curie Labouisse, född 6 december 1904 i Paris, död 22 oktober 2007 i New York, var en fransk-amerikansk konsertpianist, journalist, diplomat och författare. Hon är mest känd för att ha skrivit en biografi om sin mor, Madame Curie (1937). Hon var dotter till Marie och Pierre Curie. Hennes enda syskon var Irène Joliot-Curie.